# Fadawa Oumarou
Fadawa Oumarou (ur. 18 lipca 1987 w Duali) – kameruński siatkarz, gra na pozycji libero.
Debiutował w klubie TVC Mokolo. Obecnie reprezentuje barwy PAD VB.